# Mockau

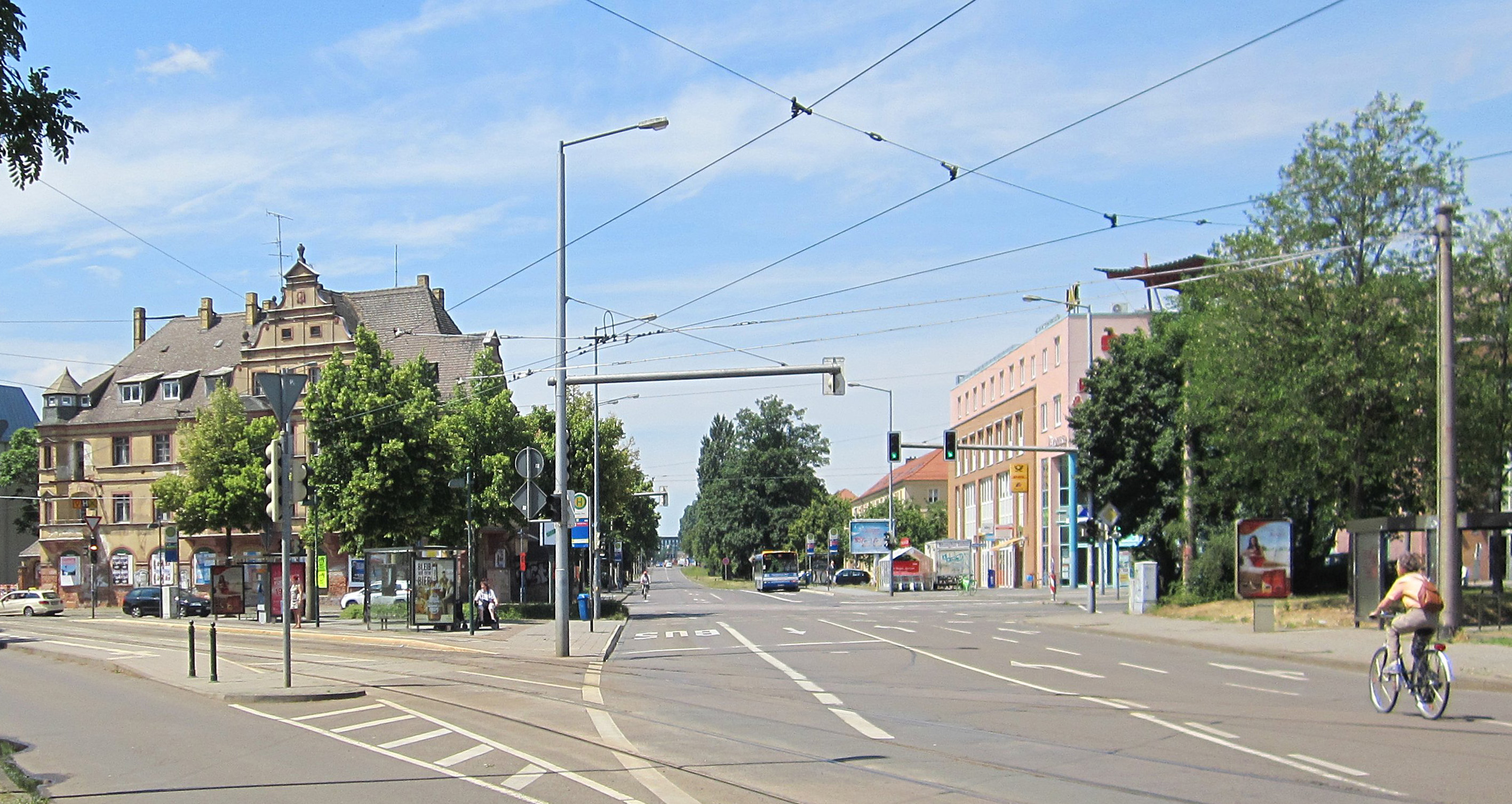
Essener Straße mit Post (links) und Mockau Center

Mockau ist ein Stadtteil im Stadtbezirk Nordost von Leipzig. Er besteht aus den Ortsteilen Mockau-Nord und Mockau-Süd.

## Lage und Ortstypik
Das etwa 4,5 Kilometer vom Leipziger Stadtzentrum entfernte Mockau wird im Norden begrenzt vom Gelände der Leipziger Messe, im Osten vom Mockauer Flugplatzgraben und der Parthe, im Süden von der Volbedingstraße und im Westen vom Gelände der Deutschen Bahn. Benachbart sind, im Norden beginnend, im Uhrzeigersinn die Leipziger Ortsteile Seehausen, Thekla, Schönefeld-Abtnaundorf, Zentrum-Ost, Eutritzsch und Wiederitzsch. Die Grenze zwischen Mockau-Nord und Mockau-Süd wird markiert durch den Damm der früheren Wahren-Schönefelder Verbindungsbahn.
Mockau-Nord ist mit einer Fläche von 450 ha und 12 416 Einwohnern der deutlich größere der beiden Teile, während Mockau-Süd, das während seiner Entstehung auch Neu-Mockau hieß, nur 126 ha und 4 958 Einwohner hat.

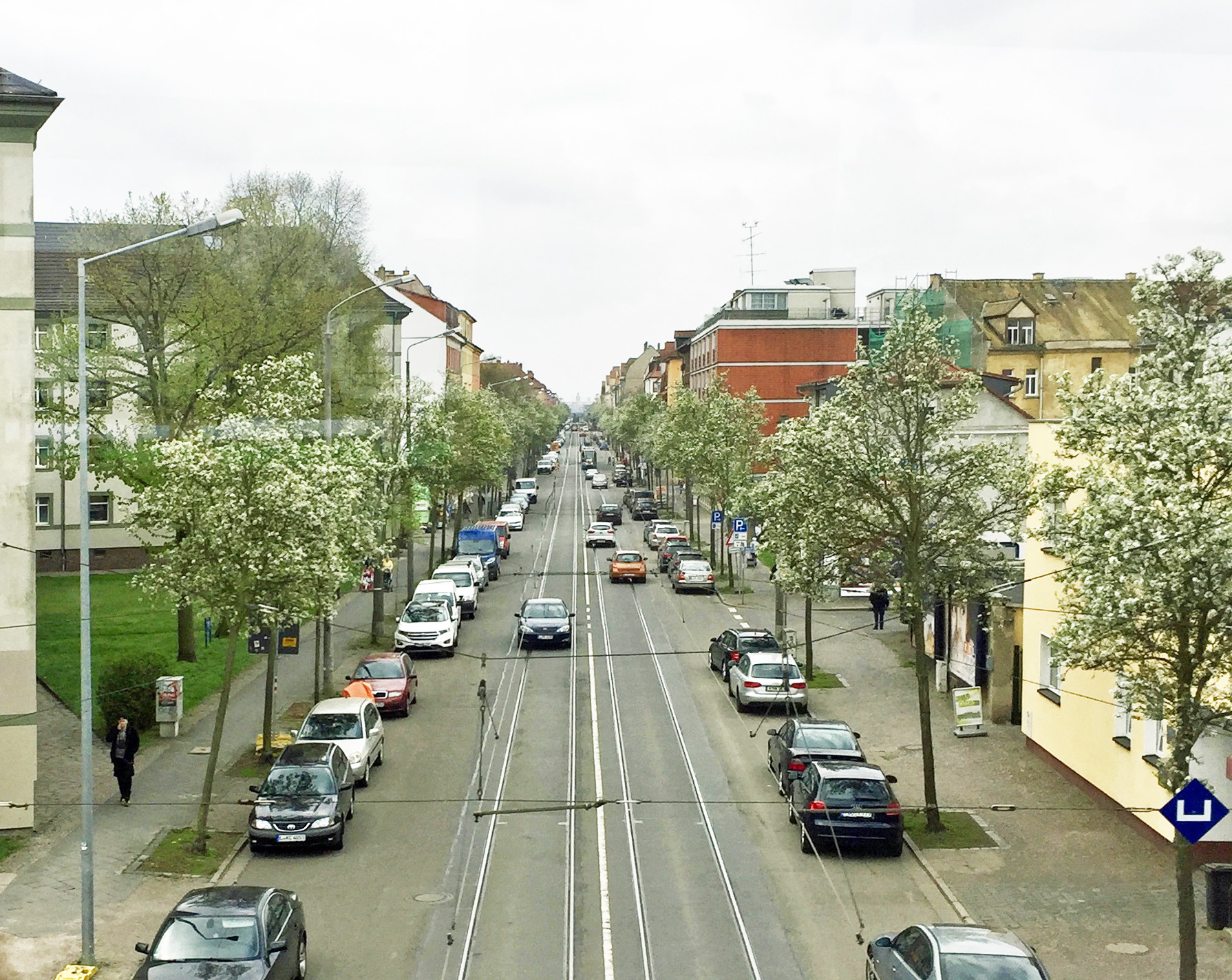
Mockauer Straße, führt durch Mockau-Nord und -Süd (2017)

Mockau ist vornehmlich ein Wohngebiet. An der Magistrale Mockauer Straße und ihren Nebenstraßen dominiert die mehrstöckige Blockrandbebauung aus der Gründerzeit. Aus den 1920er Jahren stammt die kleinteilige Weidenhofsiedlung, während die Siedlung Mockau-West aus den 1930er Jahren, die für die Beschäftigten der Rüstungsindustrie auf dem Flughafengelände errichtet wurde, Ein- und Zweifamilienhäuser mit großen Gartengrundstücken zur Selbstversorgung aufweist. Während der DDR-Zeit wurden Plattenbauten am Ost- und am Westrand von Nord-Mockau errichtet, darunter sieben Punkthochhäuser mit einer Höhe von 50,5 m auf 16 Etagen, von denen vier erhalten und die höchsten Gebäude Mockaus sind.
Während der dörflichen Zeit Mockaus bildeten Kirche und Rittergut im heutigen Mockau-Nord das Zentrum. Mit der städtischen Entwicklung entstand an der Kreuzung der Mockauer und der Essener Straße mit Rathaus (kriegszerstört) und Postgebäude ein neues, bis heute wirksames Zentrum, wobei die Mockau-Post-Passage und das Leipzig-Mockau-Center neue städtebauliche Akzente setzen.

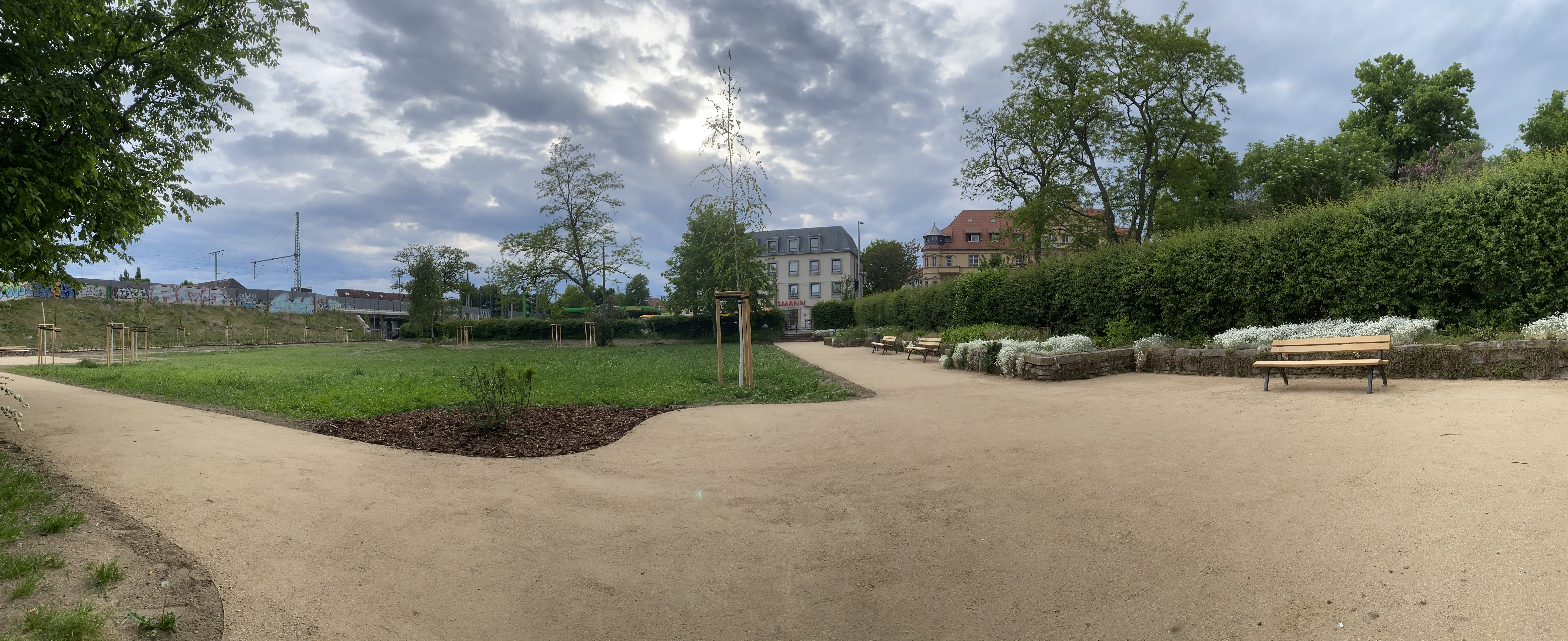
Schmuckplatz Mockau (2022)

Mockau ist ein grüner Stadtteil. Über 1200 Kleingärten in sechs Kleingartenvereinen mit einer Gesamtfläche von 41,4 ha machen zusammen mit 12 ha Wald aber nahezu 10 % der Gesamtfläche des Stadtteils aus und sorgen zusammen mit der Parthenaue, dem Biotop an der Gypsbergstraße, den Gärten der Siedlungshäuser sowie dem 2022 sanierten unter Denkmalschutz stehenden Schmuckplatz an der Mockauer Post für ein grünes Umfeld. Hinzu kommt der in unmittelbarer Nähe gelegene Abtnaundorfer Park, der ein beliebtes Ausflugsziel ist.

## Geschichte

### Als Dorf

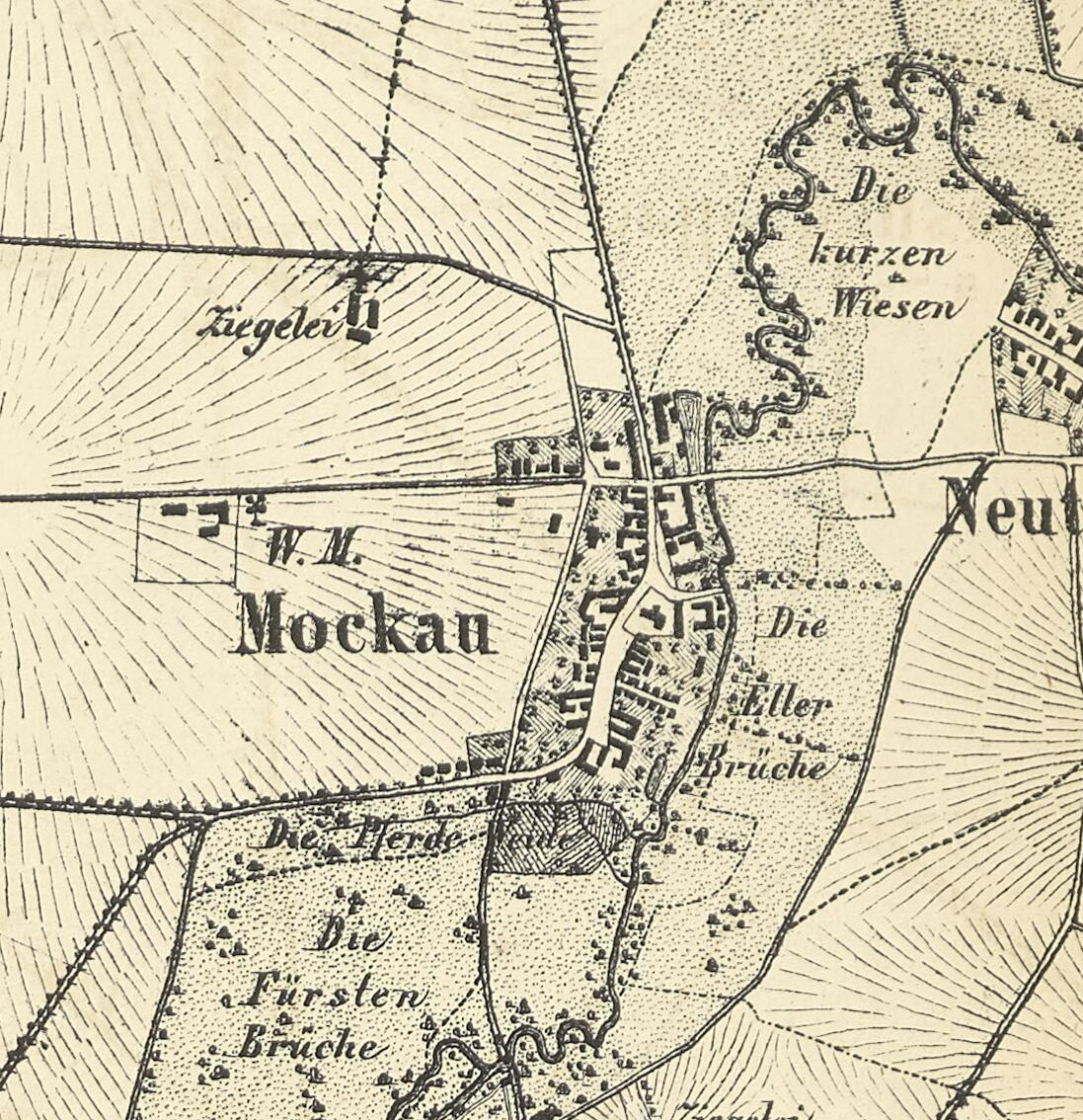
Mockau auf einer Karte von 1863

Die Geschichte menschlicher Besiedlung lässt sich durch den Fund von Urnengräbern an den Ufern der Parthe bis auf 1000 bis 800 v. Chr. zurückverfolgen. Es gilt heute als gesichert, dass Mockau um etwa 1200 von Bauern im Zuge der Ostkolonisation als Straßendorf in den feuchten Partheauen errichtet wurde. Auf den besonderen Siedlungsgrund weist auch der Name des Stadtteils hin, der sich aus slawisch mokry für nass, feucht ableitet. Ein Zeugnis der Frühgeschichte des Dorfes ist die bis heute existierende Stephanuskirche, die im 12. Jahrhundert als Wehrkirche erbaut und mehrfach umgestaltet wurde.
Dorf und Rittergut gehörten vor der Reformation je zur Hälfte dem Augustiner-Chorherrenstift St. Thomas in Leipzig und der Familie von Pflugk, anschließend zumeist Kaufmannsfamilien aus dem nahen Leipzig. Während des Dreißigjährigen Krieges wurden Mockau und seine Bevölkerung stark in Mitleidenschaft gezogen. 1636 grassierte während der Belagerung Leipzigs durch die Schweden die Pest im Dorf, am 25. März 1640 brannte es während der Schlacht zwischen kursächsischen und schwedischen Truppen teilweise ab. Seit dem Dorf 1685 das Recht eingeräumt wurde, einen Schulmeister einzustellen, fand regelmäßiger Unterricht statt. Im Zweiten Schlesischen Krieg erfolgte in Mockau die Übergabe der Stadt Leipzig an den Befehlshaber der preußischen Truppen, Leopold I. Abschließend wurde das Dorf geplündert und in Brand gesteckt.

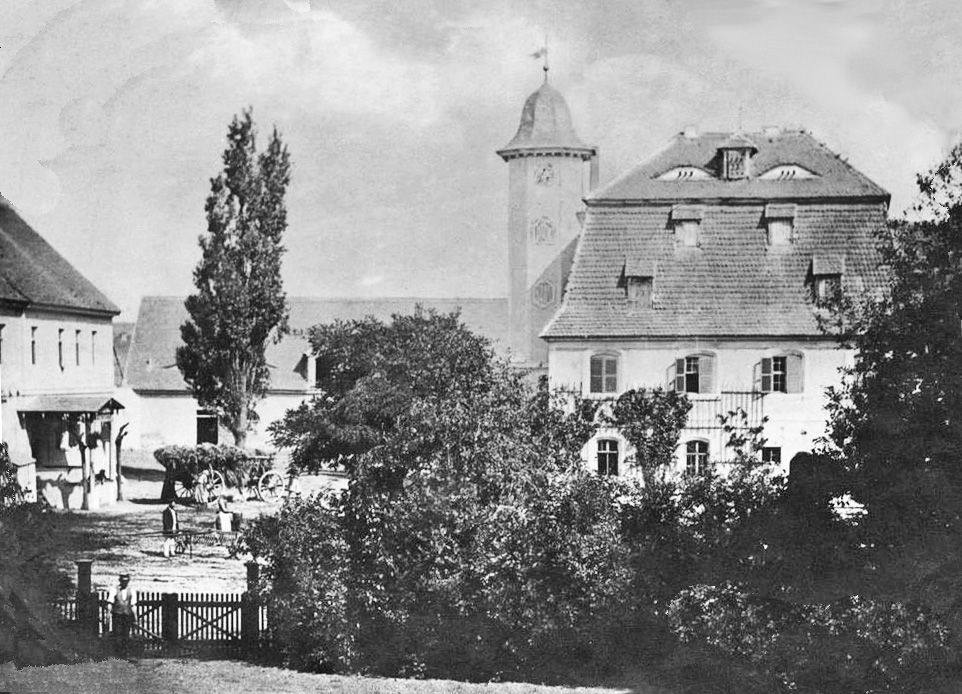
Rittergut Mockau (um 1860)

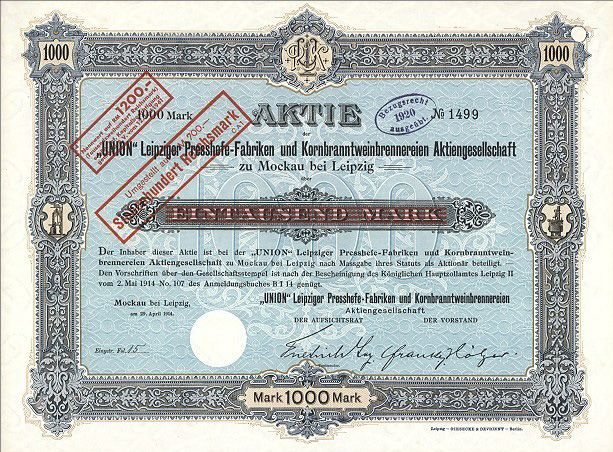
Aktie der Presshefefabrik

Auch während der Völkerschlacht spielte Mockau eine wichtige Rolle: Teile der schlesischen Armee überquerten in der Nähe des Dorfes die Parthe, um die französischen Truppen in Pfaffendorf anzugreifen. Der Angriff wurde von Feldmarschall Blücher geleitet, der in der Windmühle des Dorfes Quartier bezog. Durch den Wiener Kongress 1815 wurde die nördliche Flurgrenze Mockaus zur sächsisch-preußischen Grenze.
Für die Entwicklung Mockaus spielte sein Rittergut eine bedeutende Rolle. Es gehörte zu den nur sieben Rittergütern im Leipziger Kreis, die durchgängig seit dem 17. Jahrhundert bis in das 19. Jahrhundert hinein in bürgerlichem Besitz waren.
1839 kaufte es der Handelskaufmann Friedrich Alexander Gontard, in dessen Familie es bis 1912 blieb, bis es die Stadt Leipzig erwarb und auf den zugehörigen Feldern den Flughafen Leipzig-Mockau errichtete.
Bereits ab der Mitte des 19. Jahrhunderts begann in Mockau eine industrielle Entwicklung. 1852 entstand eine Zuckerfabrik, die aber nur bis 1862 Bestand hatte. Zwar nicht in Mockau, aber an seiner südlichen Grenze, entstand 1872 die Leipziger Wollkämmerei, die Mockau insofern beeinflusste, als die Rittergutsbesitzerin in Betriebsnähe Arbeiterwohnungen als Neu-Mockau bauen ließ.
1886 eröffnete die Presshefe- und Kornspiritusfabrik Saxonia, die 1900 mit einer Leipziger Presshefefabrik zur Aktiengesellschaft Leipziger Presshefefabrik und Brennerei AG Union fusionierte, wobei im Mockauer Werk 150 Arbeiter beschäftigt waren. Der Betrieb bestand auch noch als VEB und wurde erst kurz nach der Wende geschlossen.
1913 eröffnete Carl Alfred Voigt ein Dampfsägewerk mit 100 Beschäftigten als Zulieferbetrieb für seine Kistenfabrik in Leipzig-Reudnitz. Nach einer abwechslungsreichen Betriebsgeschichte entstand 1990 in Mockau die Leipziger Kisten- und Leistenfabrik GmbH.
Am 22. Juni 1913 eröffnete der sächsische König Friedrich August III. den Luftschiffhafen und Flugplatz Leipzig und weihte in Anwesenheit von Graf Zeppelin die Luftschiffhalle ein, in der
zwei Zeppeline untergebracht werden konnten.
Mockau gehörte bis 1856 zum kursächsischen bzw. königlich-sächsischen Kreisamt Leipzig. und ab 1875 zur Amtshauptmannschaft Leipzig. Dazwischen war das Gerichtsamt Taucha zuständig. 1915 wurde der Ort nach Leipzig eingemeindet, nachdem er zu großen Teilen bereits städtischen Charakter angenommen hatte.

### Als Leipziger Stadtteil
Das Wichtigste für Leipzig an seinem neuen Stadtteil Mockau war der Flughafen. Dieser wurde während des Ersten Weltkrieges allerdings nur militärisch genutzt. Neben ihm siedelten sich aber auch Flugzeugbauunternehmen an wie zum Beispiel die Germania Flugzeugwerke. Diese Entwicklung musste nach dem Ende des Ersten Weltkrieges gemäß dem Versailler Vertrag eingestellt werden und konnte erst in den 1930er Jahren, nun umso intensiver, fortgesetzt werden. Die zivile Luftfahrt kam in den 1920er Jahren wieder in Gang, wurde aber wegen der Konkurrenz des Schkeuditzer Flughafen zum Ende des Jahrzehnts auf Inlandflüge reduziert.
Der Wohnungsbau in Mockau ging weiter. In den 1920er Jahren entstanden unter anderem die Weidenhofsiedlung und an der Ostseite der Mockauer Straße ein von Stadtbaurat Hubert Ritter entworfener, über 400 Meter langer Wohnkomplex im Art-decó-Stil mit 216 Wohnungen, der wegen seines porphyrfarbenen Putzes und möglicherweise auch wegen der Einstellung seiner Bewohner im Volksmund als Rote Front bezeichnet wurde. Durch die um den Flugplatz angesiedelte Rüstungsindustrie initiiert, entwickelte sich in den 1930er Jahren die Randsiedlung Mockau-West.

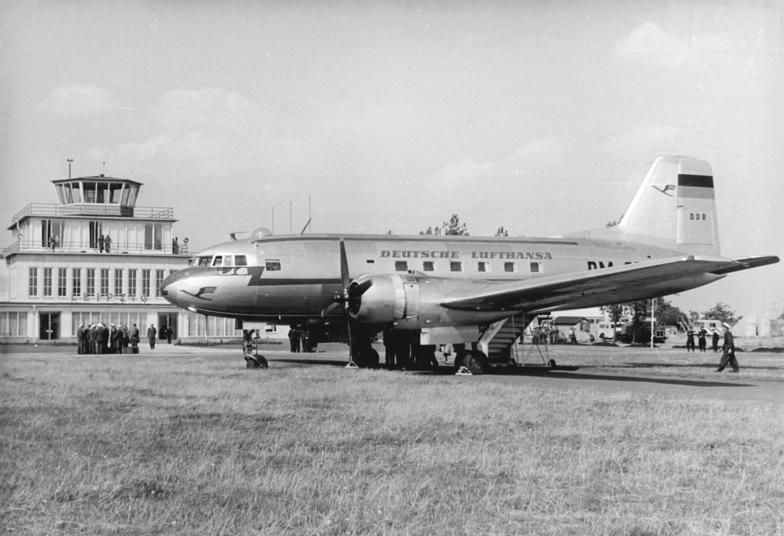
Eröffnung der Flugstrecke Berlin–Leipzig zur Herbstmesse 1956

Nach 1945 wurden die Rüstungsbetriebe am Flugplatz liquidiert und größere Betriebe im Stadtteil enteignet. Zur Herbstmesse 1949 wurde ein Messeflugbetrieb aufgenommen, und ab 1956 bis 1962 entwickelte sich ein ständiger Inlandflugverkehr. Dann verlor der Flughafen Mockau seine Zulassung als Verkehrsflugplatz zugunsten von Schkeuditz. 1969 wurde ein Agrarflugstützpunkt eingerichtet.
Nach 1990 stellte die Stadt Leipzig die in ihrem Eigentum befindlichen Grundstücke des Flugplatzes für Ansiedlungen von Industrie und Gewerbe zur Verfügung. Im Juni 1991 begann der Bau des Versand-Zentrums, das im Februar 1995 seinen Betrieb aufnahm und diesen mit der Insolvenz der KarstadtQuelle AG wieder einstellen musste.
Ab 1954 begann auch wieder der Wohnungsbau in Mockau, zumeist getragen von Arbeiterwohnungsbaugenossenschaften, der mit den Großblockbauten der 1980er-Jahre seinen Höhepunkt fand. Nach 1990 stand zunächst die Sanierung der aus der DDR-Zeit maroden Wohnsubstanz im Vordergrund. Eine neue Wohnsiedlung entstand Ende der 1990er Jahre rund um die Spetlakstraße auf dem Gelände der ehemaligen Union-Hefefabrik.
Das Einkaufszentrum Leipzig-Mockau-Center (LMC) entstand 1993 als Neubau an der Mockauer Str. 123 gegenüber der Mockauer Post, das mit vielen kleinen Geschäften und Arztpraxen den Mockauer Bedürfnissen entspricht.
Die Flüchtlingsunterkünfte auf dem ehemaligen Mockauer Flughafengelände wurden im März 2022 zur zentralen sächsischen Aufnahmestelle für Flüchtlinge aus der Ukraine.
Für die Jahre bis 2025 plant die Stadt aus Eigenmitteln und Mitteln des Bundes aus dem Programm „Zukunftsfähige Innenstädte“ u. a. eine Aktivierung leerer Läden.
Im Integrierten Stadtentwicklungskonzept Leipzig 2030 (INSEK) ist der Stadtteil als Schwerpunktgebiet der integrierten Stadtteilentwicklung definiert.

### Bedeutende Ereignisse
- 22. Juni 1913: Einweihung  der damals größten Luftschiffhalle der Welt durch den sächsischen König Friedrich August III. und Eröffnung des Flughafens Leipzig[13]
- 13. Februar 1925: Einsturz der Parthenbrücke Mockau (Straßenbrücke nach Thekla)
- 20. Februar 1944: Abwurf von 843 Tonnen Bomben auf die am Flughafen Mockau liegenden Flugzeugwerke beim Doppelangriff auf Leipzig innerhalb der sogenannten Big Week
- 20. Juli 1944: Luftangriff auf Mockau durch Boeing B-17 Bomber.
- 24. Juli bis 6. August 1966: Weltmeisterschaften im Fallschirmsportspringen[14]

## Bevölkerung
| Jahr | Einwohner |
| ---- | --------- |
| 1819 | 00200     |
| 1834 | 00306     |
| 1844 | 00368     |
| 1871 | 00755     |
| 1880 | 00354     |
| 1884 | 01.596    |
| 1890 | 02.222    |
| 1905 | 08.122    |
| 1910 | 09.211    |
| 1933 | 15.500    |
| 1992 | 19.680    |

| Jahr | Einwohner |
| ---- | --------- |
| 2000 | 15.966    |
| 2005 | 14.537    |
| 2010 | 14.316    |
| 2015 | 15.458    |
| 2020 | 16.130    |
| 2024 | 16.659    |

Stand: 31.12. des jeweiligen Jahres
Aus der Tabelle erkennt man die rapide Zunahme um die Wende zum 20. Jahrhundert durch die einsetzende Industrialisierung Mockaus (aber auch der gesamten Stadt Leipzig) sowie einen weiteren Anstieg durch die Rüstungsindustrie in den 1930er Jahren. Der Höchststand 1992 ist durch die Errichtung der Plattenneubauten in den 1980er Jahren zu erklären, gefolgt von dem allgemeinen Bevölkerungsschwund der Stadt nach der deutschen Wiedervereinigung, der erst ab der 2010er Jahre wieder teilweise kompensiert werden konnte.

## Politik
Bei den Wahlen zum Sächsischen Landtag gehören die Ortsteile Mockau-Süd und Mockau-Nord zum neuen Wahlkreis Leipzig 8, bei Bundestagswahlen zum Bundestagswahlkreis Leipzig I (Wahlkreis 152).
Die Bundestagswahl 2021 führte zu folgendem Zweitstimmenergebnis:
| Partei                | Mockau-Süd | Mockau-Nord |  | Stadt Leipzig |
| --------------------- | ---------- | ----------- |  | ------------- |
| SPD                   | 22,3 %     | 23,2 %      |  | 20,9 %        |
| AfD                   | 19,7 %     | 22,5 %      |  | 13,3 %        |
| CDU                   | 13,8 %     | 18,3 %      |  | 14,0 %        |
| FDP                   | 11,1 %     | 10,2 %      |  | 10,1 %        |
| Die Linke             | 10,7 %     | 09,3 %      |  | 13,7 %        |
| Bündnis 90/Die Grünen | 09,7 %     | 06,5 %      |  | 18,5 %        |
| Sonstige              | 12,8 %     | 10,0 %      |  | 09,5 %        |

## Sehenswürdigkeiten und Kultur

### Sehenswürdigkeiten

#### Stephanuskirche

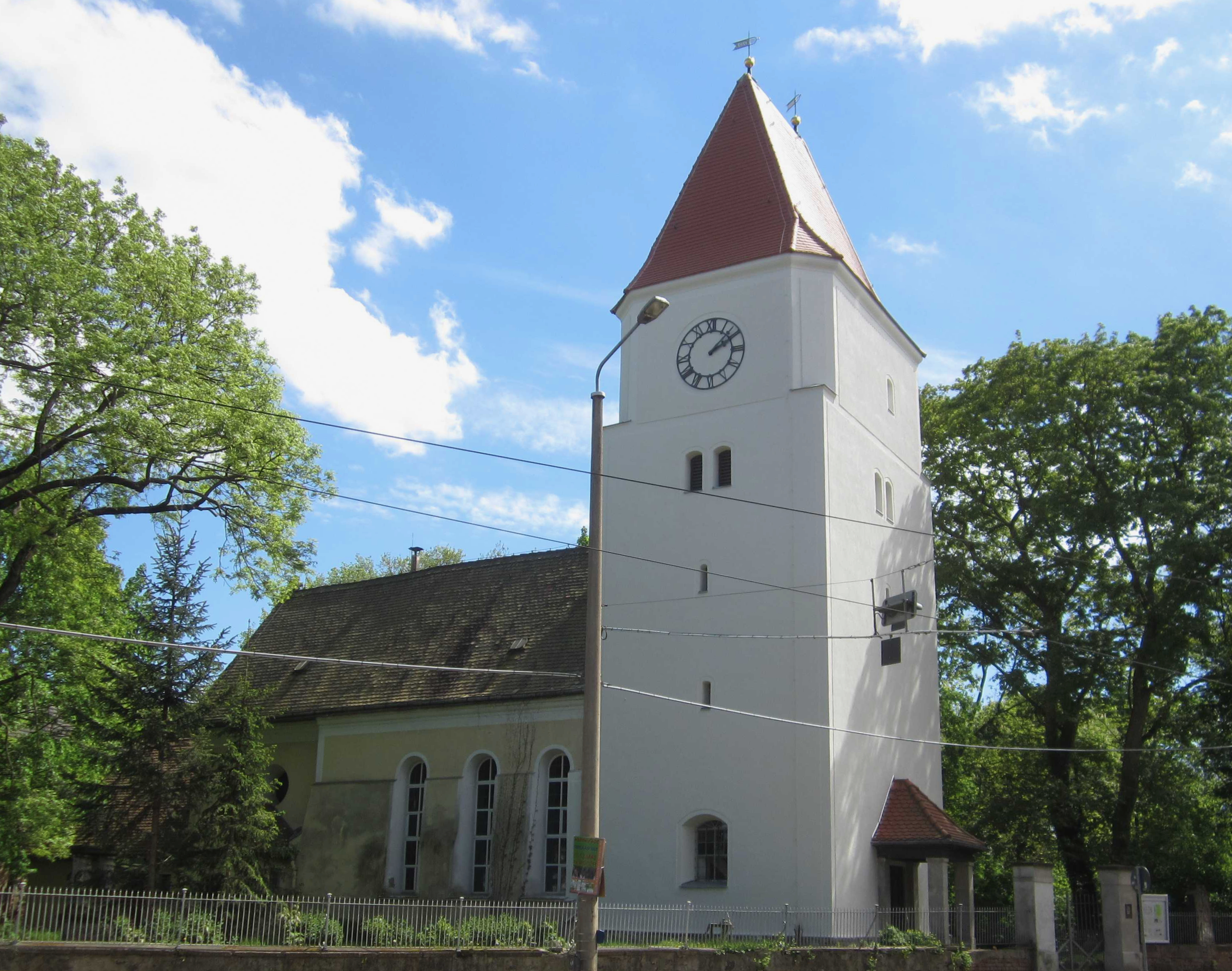
Stephanuskirche

Die aus dem 12. Jahrhundert stammende Dorfkirche Mockaus wurde im romanischen Stil errichtet und ist das älteste Bauwerk des Ortes. Der Turm im Osten belegt, dass die Kirche ursprünglich eine Chorturmkirche war. 1787 und 1841 erfolgte eine grundlegende Umgestaltung von Schiff und Chor sowie der Bau der Sakristei und Herrschaftslogen. Der klassizistische Charakter des Kircheninneren kommt seit der letzten Restaurierung in den Jahren 1968 bis 1971 wieder deutlich zur Geltung. 1990 erfolgte eine Außenerneuerung. Das Geläut der Stephanuskirche besteht aus 3 Glocken, deren älteste aus dem 15. Jahrhundert stammt. Die beiden jüngeren wurden 1576 und 1578 von der Glockengießerei Hilliger in Freiberg gefertigt. Die Orgel mit zwei Manualen und 13 Registern wurde 1897 vom Leipziger Orgelbauer Gottfried Hildebrand geschaffen. Seit 1926 trägt die Kirche den Namen Stephanuskirche.

#### Wasserturm

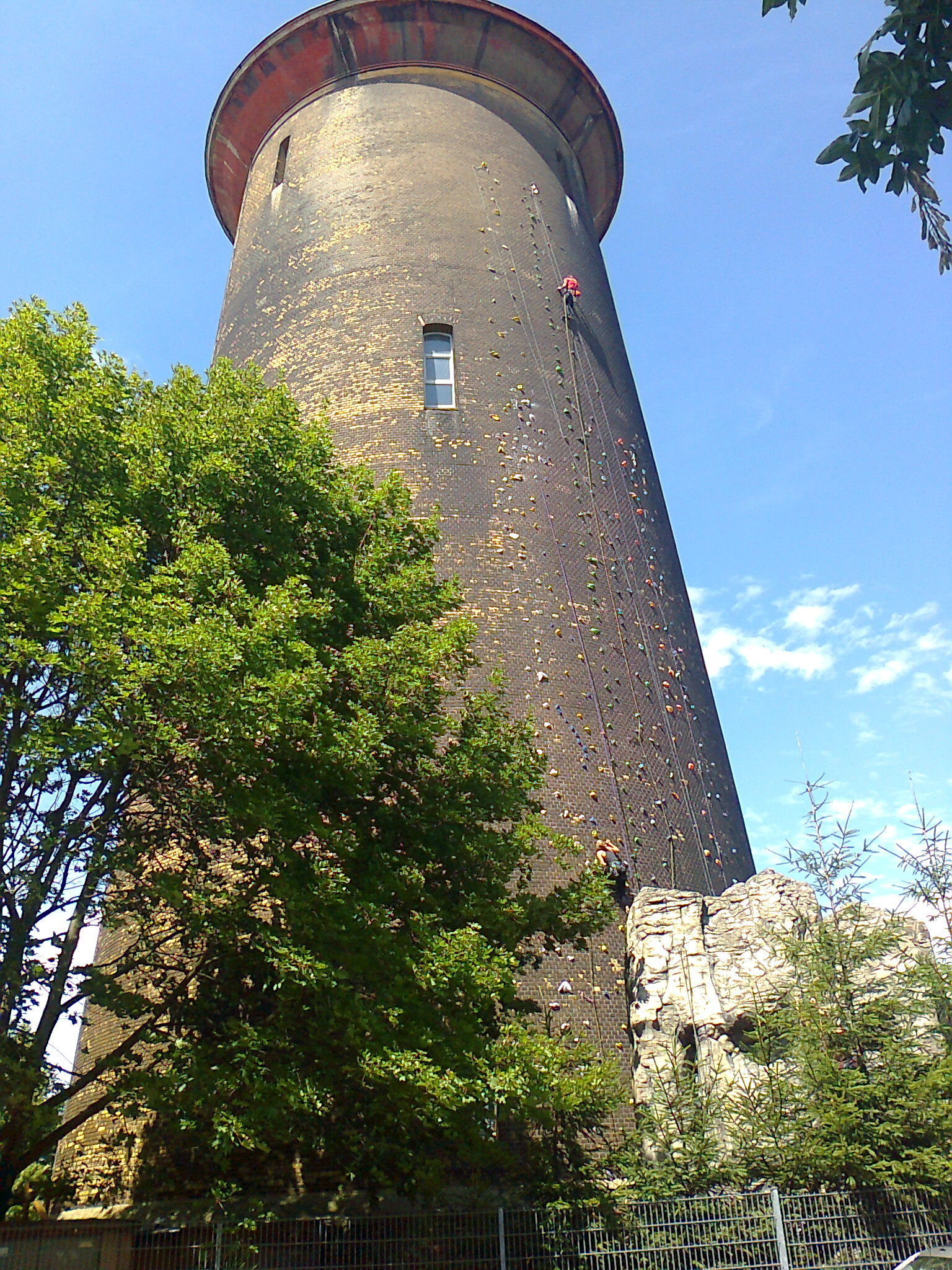
Ehemaliger Wasserturm, als Kletterturm genutzt (2015)

1907/08 entstand nach Plänen des Dresdner Civil-Ingenieurs und Regierungsbaumeisters Gleitmann zur Wasserversorgung von Alt-Mockau der Wasserturm an der Tauchaer Straße in Mockau-Nord. 1925 wurde der Wasserturm mit größerem Wasserbecken und neuer Haube technisch umgebaut. Die Turmhöhe von 65 m wurde nach Entwürfen von Carl James Bühring und Hubert Ritter um 7 m verkürzt. Nach der Außerbetriebnahme des Wasserturms 1996 wurde der Wasserbehälter aus der Kuppel entfernt und die marode Holzhaube neben dem Turm abgesetzt. Das Turmdach wurde mit Holz verschlossen. Eine geplante Sanierung des Wasserturms erfolgte nicht. Stattdessen verkauften die Wasserwerke im Jahr 2001 nach Ausschreibung das unter Denkmalschutz stehende Bauwerk an die KletterTurm Mockau GmbH. Diese bietet mit 30,5 m lichter Höhe die höchste künstliche Indoorkletterwand Europas an. Auch Außenklettern ist möglich.

#### Mockauer Post

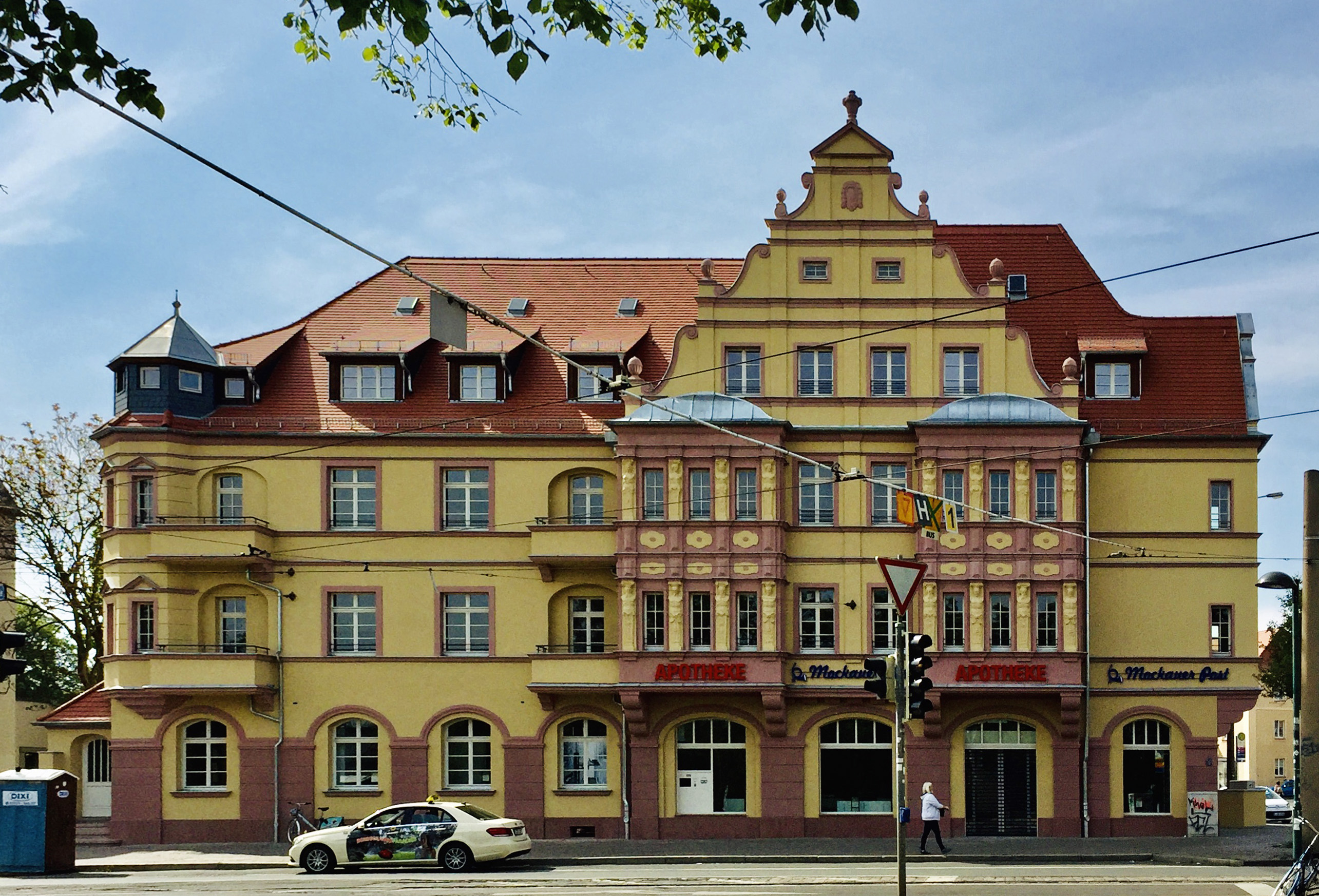
Mockauer Post (2020)

Nach Plänen des Leipziger Architekten Alfred Spaete wurde 1915/16 an der Mockauer Straße/Ecke Essener Straße ein neues Postgebäude errichtet. Das Gebäude im Neorenaissance-Baustil befindet sich im Mittelpunkt des Stadtteils in exponierter Lage und steht unter Denkmalschutz. Bis 1993 betrieb die Deutsche Bundespost im Erdgeschoss ihre größte Filiale im Leipziger Nordosten. Dann verfiel nach Eigentümerwechsel das Haus immer mehr, bis 2016 ein neuer Käufer, die Saba-Bau GmbH & Co.KG, eine denkmalgerechte Sanierung vorantrieb und den einstigen Prachtbau wieder erstrahlen lässt. Im Erdgeschoss befindet sich nunmehr eine Apotheke, die übrigen Etagen werden zu Wohnzwecken genutzt. Obwohl nach der Sanierung keine Poststelle mehr ins Gebäude einzog, blieb der Name der Haltestelle, Mockau Post, erhalten.

#### Weidenhofsiedlung

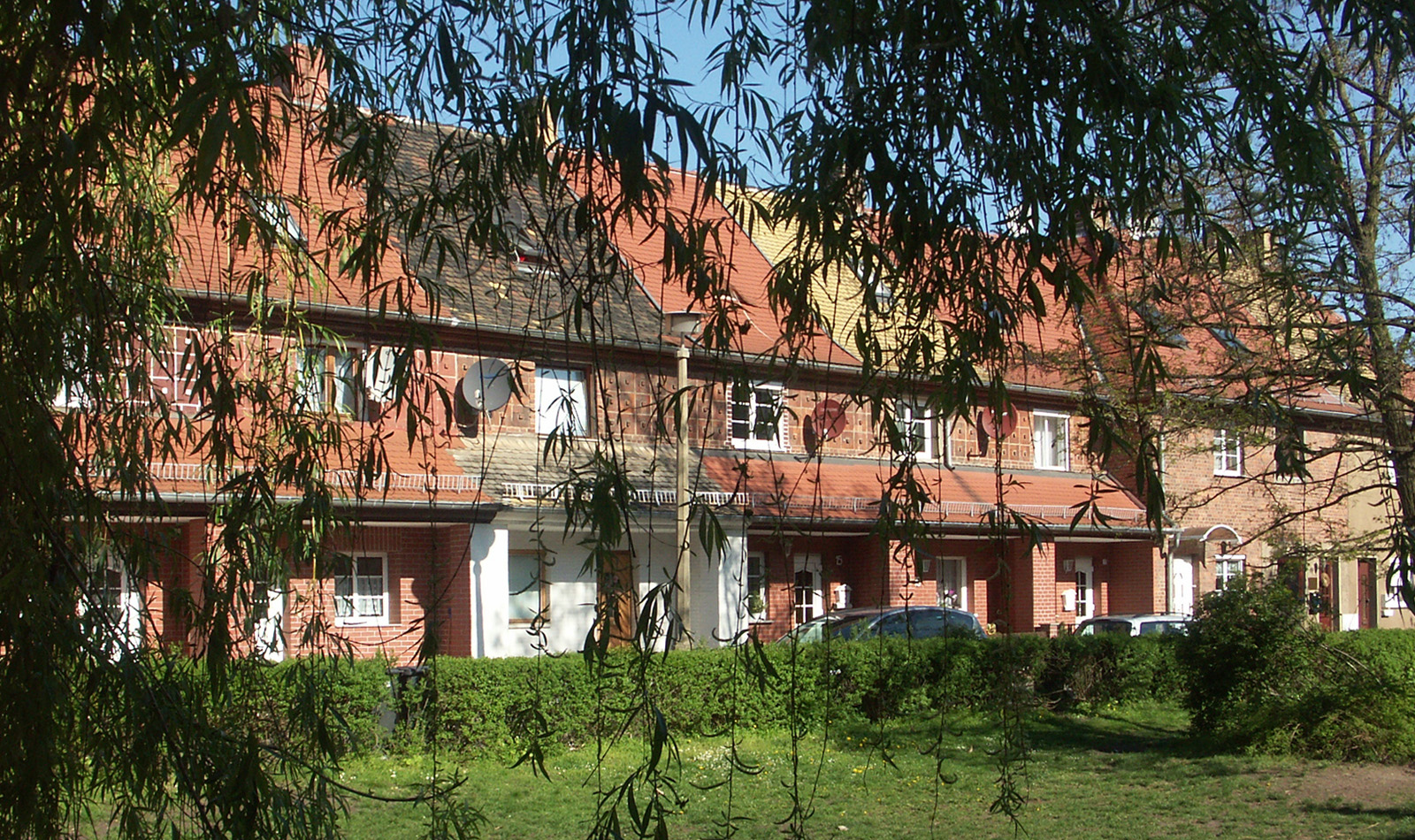
Weidenhofsiedlung (2009)

1919–1924 entstand nach Plänen des Architekten und Stadtbaurates Carl James Bühring die erste, besonders für kinderreiche Arbeiterfamilien gedachte kommunale Siedlung – später Weidenhofsiedlung genannt. Sie ist gemäß Denkmalliste sozialhistorisch und baugeschichtlich von europäischer Bedeutung. Die 163 zweigeschossigen Kleinhäuser sind mit Gartenparzellen versehen, zum Teil hufeisenförmig gruppiert, wobei der verwendete rote Backstein die ästhetische Qualität dieser unter Denkmalschutz stehenden Siedlung ausmacht.

### Kultur

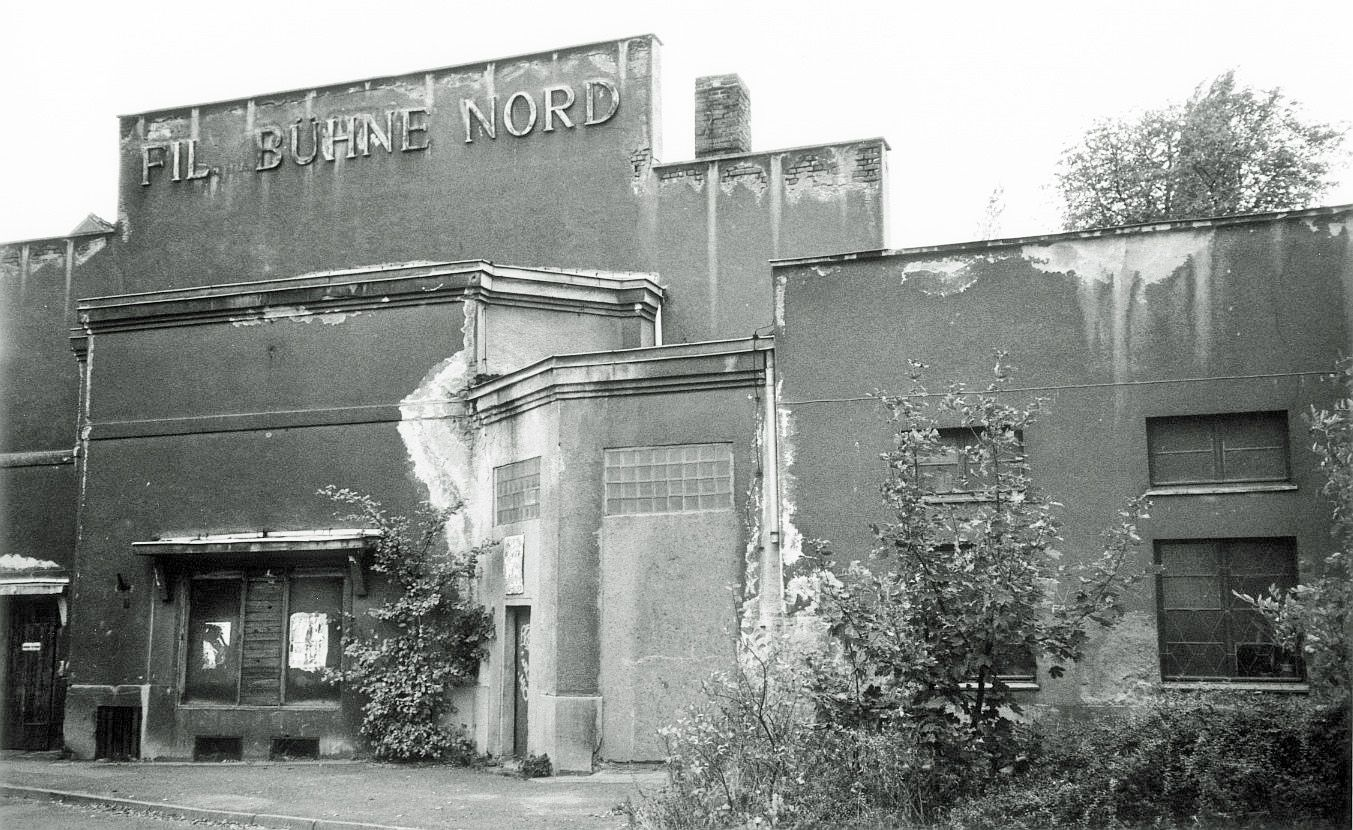
Filmbühne Nord (Zustand 1997)

1924 war in der Kieler Straße das Kino Walhalla-Lichtspiele eröffnet worden, das 1940 in Filmbühne Nord umbenannt wurde. Seit seiner Schließung 1972 blieb es ungenutzt und ist nunmehr dem Verfall preisgegeben. Der als Kartoffelkneipe bekannte ehemalige Neue Gasthof in dem mit dem Kino verbundenen Gebäude Kieler Straße 52  bestand als Traditionsgasthof und beliebte Kneipe für die Mockauer bis Mitte 2022. Beide Gebäude stehen unter Denkmalschutz.
In einer ehemaligen Turnhalle in der Simon-Bolivar-Straße 92 betreibt das Schauspiel Leipzig eine Probebühne, wo auch ab und an Vorstellungen stattfinden.
Seit 2018 veranstaltet Mockau auf der Freifläche an der Mockauer Straße/Ecke Essener Straße das als Bunter Mockauer Sommer bezeichnete Stadtteilfest für Alt und Jung, wo sich viele Akteure mit Gewerbetreibenden vorstellen.

## Wirtschaft und Infrastruktur

### Gewerbe

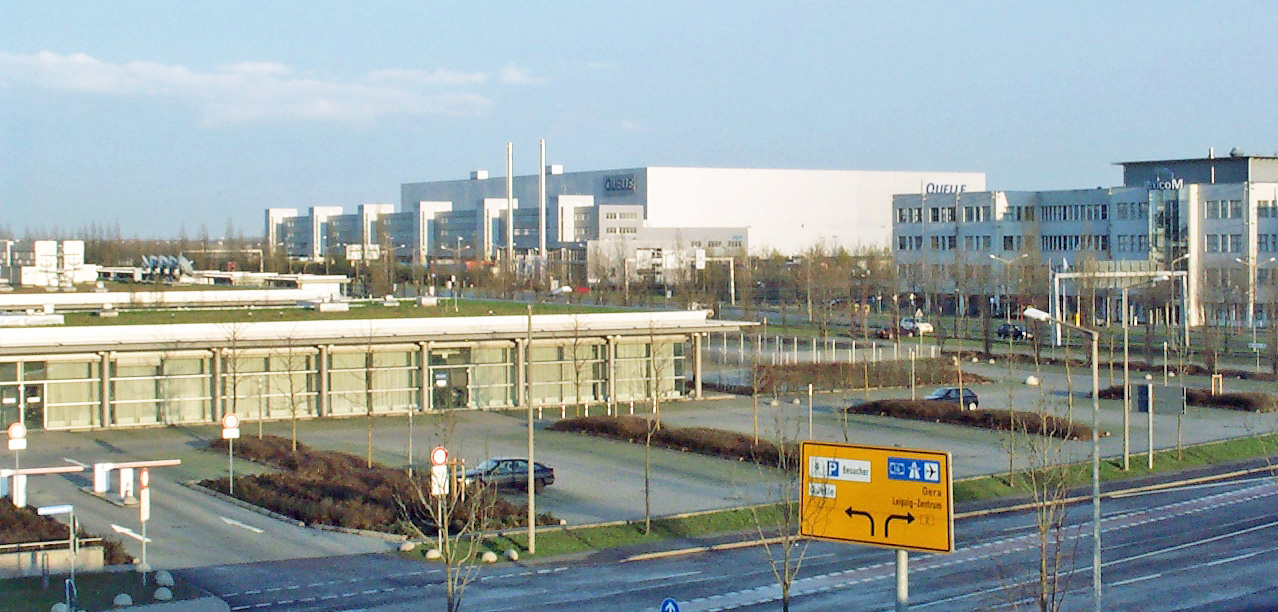
Bauten des ehemaligen Quelle-Versandzentrums

Die Hauptgewerbefläche Mockaus ist das Gebiet des ehemaligen Flughafens im Norden des Stadtteils, wo sich nach der Schließung des Quelle-Versandzentrums in dessen Hallen und Gebäuden vor allem Logistikunternehmen ansiedelten. Das ist zuvörderst das Transport- und Logistikunternehmen DB Schenker. Der Gebrauchtbuch- und Medien-Versandhändler Momox GmbH betreibt hier Europas größtes Lager für gebrauchte Bücher und Medienartikel auf mehr als 60.000 m² Lagerfläche mit über 900 Mitarbeitern. Die Firma Neumann&Müller GmbH & Co. KG vermittelt an ihrer Niederlassung Veranstaltungstechnik für digitale Veranstaltungen oder hybride Events.
Eine weitere Konzentration aber etwas kleinerer Betriebe findet sich in Mockau-Süd zwischen Dortmunder, Mockauer und Friedrichshafener Straße. Hier sind unter anderem die Leipziger Kisten- und Leistenfabrik GmbH mit ihrem Holzhandel, die Stahl Center Leipzig GmbH, der Schrotthändler Metallhandel Jens Jacob GmbH und die Niederlassungen Leipzig von Harley-Davidson und Lamborghini angesiedelt.
Die tägliche Versorgung der Bevölkerung besorgen Kaufhallen von Aldi und Rewe.

### Verkehr
Mockau liegt an keiner historischen Fernstraße. Seine östlichen Nachbarn erreichte man bis gegen Ende des 19. Jahrhunderts nur durch eine Furt durch die Parthe bis 1888 eine steinerne Straßenbrücke errichtet wurde. Ohne Fernstraßen ist der Durchgangsverkehr in Mockau nur von regionalem Charakter.
An die Leipziger Pferdebahn war Mockau nicht angeschlossen. Dafür fuhr die erste Leipziger elektrische Straßenbahn am 30. Mai 1896 von der Mockauer Kirche in die Leipziger Brüderstraße. Die Verlängerung bis Thekla erfolgte 1931.
Heute sind die beiden Hauptverkehrsstraßen in Mockau in Nord-Süd-Richtung die Mockauer Straße mit ihrer Fortsetzung in der Kieler Straße und in Ost-West-Richtung die Essener Straße. Während die Erstere die Verbindung zur Innenstadt herstellt (siehe dazu auch: Berliner Brücke) und von zwei Straßenbahnlinien befahren wird, stellen in der Zweiten Buslinien die Verbindung zwischen nördlichen Stadtteilen her. Über die Essener Straße kann die Bundesstraße B 2 und über diese die Autobahn A 14 erreicht werden.
Auf der Grenze zwischen Mockau-Nord und -Süd existiert seit 2019 der S-Bahn-Haltepunkt Mockauer Straße, der von der Linie S 4 angefahren wird, die die Bahnstrecke Leipzig–Eilenburg bedient. Der Verkehr erfolgt auf dem für den Leipziger Güterring errichteten Damm, der mit zwei denkmalgeschützten Brücken von 1903 die Parthe und eine Straße überquert.

### Bildung

#### Schulen

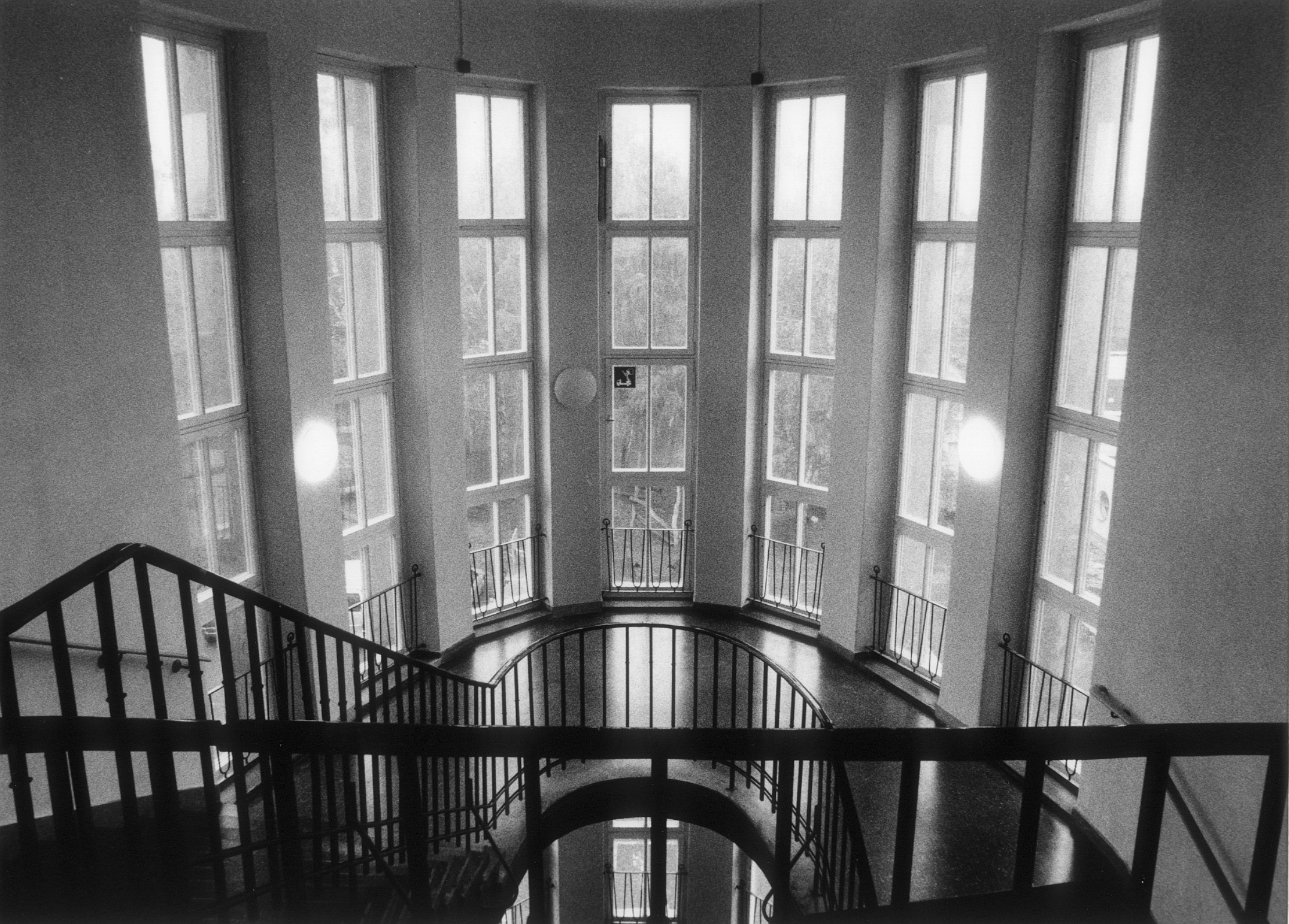
Freie Waldorfschule, östliches Treppenhaus (2014)

Mockau hat vier Schulen, davon ist die Waldorfschule in freier Trägerschaft.
| Erbaut | Lage               | Entwicklung |
| ------ | ------------------ | --- |
| 1885   | Kieler Straße 72 b | 23. Grundschule, Mittelschule, 1992 F.-A. Brockhaus-Gymnasium                                                                      |
| 1952   | Rosenowstraße 60   | Berufshilfsschule, 2016 Berufsschulzentrum, ab 2019 Umbenennung in Robert-Blum-Schule – Berufliches Schulzentrum der Stadt Leipzig |
| 1957   | Berthastraße 15    | früher 11. Schule, ab 2000 Freie Waldorfschule Leipzig                                                                             |
| 1977   | Rosenowstraße 56   | erbaut als 66. Polytechnische Oberschule, ab 1992 66. Grundschule                                                                  |

#### Bibliothek
Die Stadtteilbibliothek Mockau der Stadtbibliothek Leipzig befindet sich in unmittelbarer Nähe der Mockauer Post in der in den 1990er Jahren errichteten Mockau-Post-Passage gegenüber dem Leipzig-Mockau-Center. Die Bibliothek wurde 1999 mit 300 m² Fläche eröffnet und verfügt über eine Kinderbibliothek in einem separaten Raum zum Stöbern sowie einem Seniorencafé.

### Sport
- Sportanlage Gontardweg: Am Gontardweg in Mockau-Süd befindet sich das Trainingsgelände der Abteilung Frauenfußball von RB Leipzig sowie das Leistungszentrum Sachsen unter Leitung von RB Leipzig.[39]
- Sportplatzanlage An der Parthe: Die Anlage in Mockau-Nord wird vom Fußballverein SV Lok Leipzig Nordost e. V. genutzt.
- Kletterturm, Tauchaer Straße 14, in- und outdoor[40]
- Sommerbad Schönefeld: liegt in Mockau-Süd hinter der Sportanlage Gontardweg mit Zugang von der Volbedingstraße
- Sportvereinigung Leipzig 1910 e. V. – Abteilung Tennis: Die Anlage befindet sich am Gontardweg 2.[41]
- Sportanlage Dortmunder Straße: Die Anlage wird von den Leipzig Wallbreakers (Baseball) genutzt.

## Persönlichkeiten

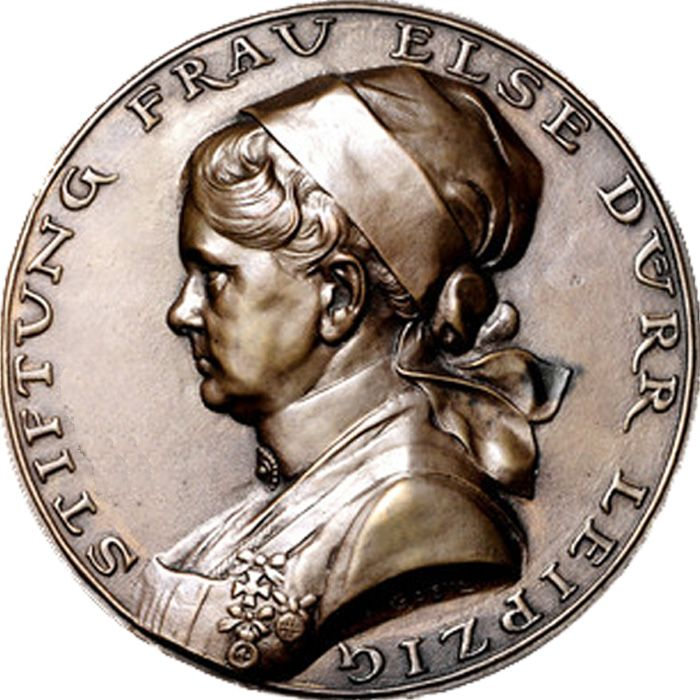
Else Dürr auf der Medaille zu ihrer Stiftung (1918)

- Johann Zacharias Platner (1694–1747), Mediziner, wohnte seit 1716 bis zu seinem Tode in Mockau
- Friedrich Alexander Gontard (1810–1849), Rittergutsbesitzer, seit 1834 Konsul der Freien Stadt Frankfurt in Leipzig, seit 1839 Erwerb des Lehngutes Mockau, Hauptmann der Leipziger Kommunalgarde, starb bei einem Gefecht am Grimmaischen Tor, beerdigt auf dem Mockauer Dorffriedhof
- Adolf Andreas Friedrich Gontard (1834–1909), Sohn des Friedrich Alexander Gontard, Landwirt, Rittergutsbesitzer, Spekulant, Namensgeber des Gontardwegs in Mockau Süd, verstarb an den Folgen eines Sturzes vom Pferd, beerdigt auf dem Mockauer Dorffriedhof[42]
- Alfred Kirchhoff (1838–1907), Geografielehrer, Professor, wohnte seit 1904 bis zu seinem Tode in Mockau
- Else Dürr (1867–1944), Frauenrechtlerin und Verlegerin, Tochter von Adolf Andreas Friedrich Gontard, geboren in Mockau, Ehe mit Johannes Friedrich Dürr (1867–1910), Dürrsche Buchhandlung und Schulbuchverlag[43]
- Gerda Viecenz (1944–2005), Galeristin, eröffnete 1997 das erste ostdeutsche Kunstkaufhaus in der Rosenowstraße 22 in einer ehemaligen Lagerhalle des Aufzugsherstellers OTIS[44]